# Fuerte de Salto

Partido de Salto

El Fuerte de Salto o de San Antonio del Salto de los Arrecifes fue un puesto fortificado que integró la línea de defensa del territorio de Buenos Aires en su frontera con el indio. Ubicado en el actual Partido de Salto, dio origen a su cabecera, la ciudad de Salto.

## Antecedentes

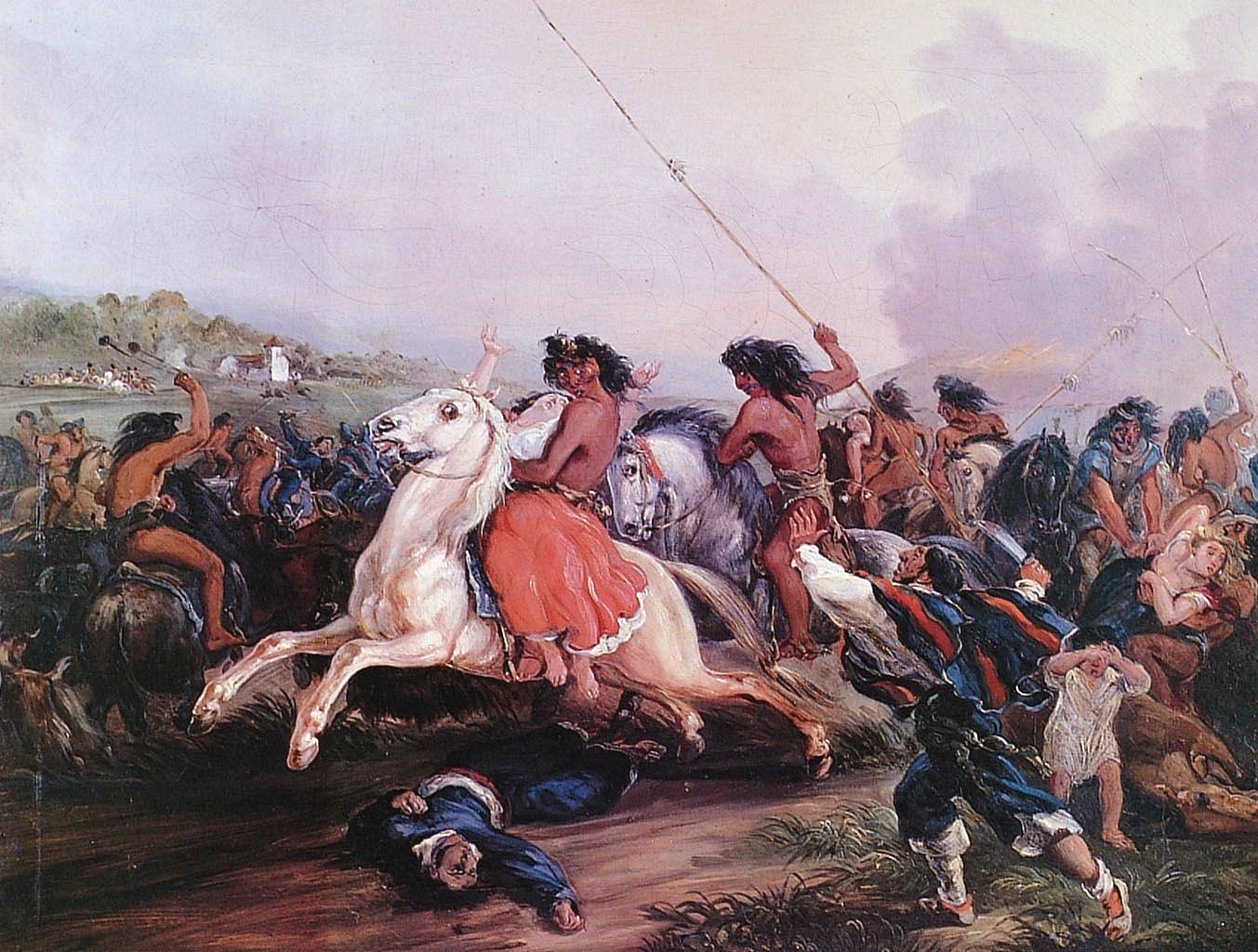
Malón (Mauricio Rugendas)

Hacia 1735 las invasiones de pampas, aucas chilenos y serranos comenzaron a ser más frecuentes y las expediciones resultaban ineficaces, pues los indios ganaban rápidamente el desierto y las fuerzas que los perseguían iban mal montadas y pertrechadas, desconociendo el territorio pampeano.
Ante las entradas y depredaciones de los indios serranos en el pago de "los Saltos del Arrecifes", el maestre de campo Juan de San Martín y Gutiérrez fundó el Fuerte de Arrecifes (1736) y efectuó en agosto de 1737 una entrada contra los indios, a la cual le siguió un ataque efectuado por el capitán Pedro de Melo con la orden del Cabildo de Buenos Aires de escarmentar a los indios serranos.
San Martín intentó establecer a fines de ese año una "Guardia Avanzada del Salto" en el primer salto del río Arrecifes, cosa que no pudo hacer por no contar con los elementos necesarios para levantar una fortificación que albergara a los milicianos y los defendiera del ataque de los indios.
En agosto de 1738 los caciques aucas Hecanantú y Carunlomko incursionaron nuevamente en la zona de Arrecifes y de Areco, lo que movió al Cabildo de Buenos Aires a elevar con su aprobación al Gobernador el 29 de octubre de 1738 un informe del Alcalde Provincial "para que se construya un fuerte en el pago de Arrecifes, para defensa de la jurisdicción, contra indios infieles, que andan haciendo varios daños".
El 3 de noviembre de 1738, el Cabildo instruyó a José Ruis de Arellano para establecer el fuerte y que "la practique respecto de su gran inteligencia en estas materias y conocimientos de todo el país y de aquellos vecinos", autorizándolo a adquirir cuanto precisara a ese objeto.
Sin embargo, el financiamiento de esos gastos fue siempre un problema para las autoridades coloniales. Limitados en su presupuesto y no deseando los cabildantes proveer a esos gastos de su propio peculio, se procuró permanentemente trasladárselos a los pobladores de la zona, quienes luego intentaban vanamente recuperar su aporte. Así, por ejemplo, en marzo de 1739 el vecino Diego de Peñalba pedía "satisfacción de cuatrocientas sesenta y una vacas, que ha dado para el gasto de la corrida las trescientas y el resto para la subsistencia del fuerte en la frontera del Arrecifes". El Cabildo de Buenos Aires no aceptó lo solicitado, ya que en el informe del Alcalde Provincial dichos gastos irían por cuenta de los "estancieros de la jurisdicción".
Asimismo, en numerosas ocasiones los gastos corrían por cuenta de los comandantes de la expedición: el 10 de julio de 1739, el Alcalde de primer voto dio razón de que "cincuenta y un pesos y cuatro reales había importado la pólvora, yerba y tabaco en las dos salidas al apósito de los indios infieles al "Salto del Arrecifes", la una por don Juan de San Martín y la otra por don Josef Ruis de Arellano".

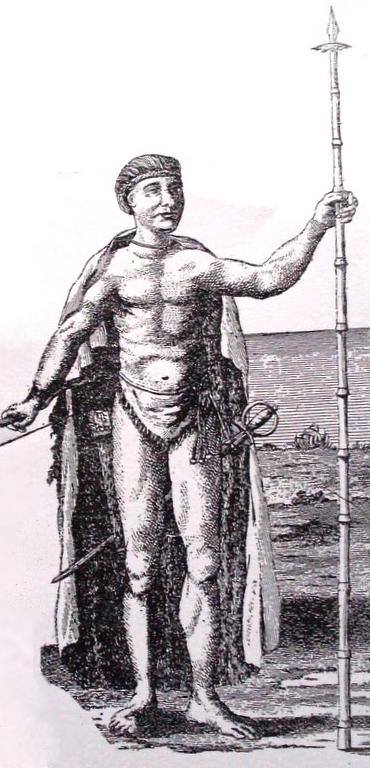
Cangapol

Tras los grandes malones de 1740 (Luján y Matanza) y 1741 (Luján) se firmó un tratado con el cacique Cangapol para asegurar la frontera establecida en el río Salado (Buenos Aires), pero era una solución provisoria: el 28 de julio de 1744, 200 pehuenches chilenos atacaron Cañada de la Cruz y Luján. El maestre de campo Cristóbal Cabral salió a perseguirlos, matando 70 indígenas.
El 26 de septiembre de ese año, el Cabildo aprobó un proyecto presentado por Julio de Eguía para aumentar el número de fortines que serían cubiertos por milicianos pagados a ración, pero no especificaba sus ubicaciones.
Nada se hizo y al año siguiente San Martín desplegó milicianos en los puntos más favorables de cada partido de la frontera, fundando en 1745 la Guardia del Zanjón (en el pago de Magdalena), un asentamiento en el pago de Las Conchas y otro en los pagos de la Matanza (Guardia Puesto de López) al que se agregaría luego el Fuerte de Pergamino (1749). En partidas de no más de 8 milicianos por turnos semanales avanzaban a descubierta 10 o más leguas al sur de su acantonamiento y permanecían una semana manteniéndose sobre el terreno y batiendo su sector para prevenir incursiones. 
Años después la práctica continuaba de manera similar y en 1796 el capitán de navío Félix de Azara en su reconocimiento de las Guardias y Fortines de la Frontera relataría: "El servicio impuesto á los blandengues por su fundador toca en inhumano y no llena el fin el que hacen hoy participa de los mismos inconvenientes y es este: De cada fuerte y de cada fortín salen 8 blandengues ó milicianos con su cabo dirigiéndose 10 ó mas leguas al S y, no siendo lícito llevar tiendas ni equipages, se ven en la dura precisión de subsistir de lo que da el campo, de sufrir la intemperie 8 días que es el término que se les da para regresar. Inmediatamente sale otra partida igual y así turna todo el año. La experiencia ha hecho ver siempre que cuando los indios resuelven un insulto espian oportunamente una de dichas partidas por la tarde y la cortan con facilidad, poniéndose de noche tras de ella para matarla por la madrugada infaliblemente. Hecho este lance, irremediablemente se introducen entre dos fuertes, hallan en pocas horas nuestras estancias y arreando el ganado en el mismo día ó la noche siguiente, salen de la frontera sin ser sentidos, porque los que están en los fuertes no pueden saber lo sucedido fuera, ni si entraron los indios, y viven tranquilos sabiendo que hay una partida exploradora en su frente."
Para 1750 la dura vida, la falta de pago, armamento y víveres había hecho desertar a los milicianos y la frontera quedaba nuevamente desguarnecida. Aprovechando la situación, Cangapol y el cacique Felipe Yahati pusieron fin al tratado de paz y destruyeron las misiones jesuitas de Nuestra Señora de los Desamparados y Nuestra Señora de la Concepción. En agosto los serranos atacaron el Zanjón y Magdalena y en abril y agosto de 1751 los serranos atacaron Pergamino Buenos Aires y en diciembre Magdalena.

## Fuerte de Salto
Durante dos años se habían sucedido constantes malones sobre la frontera, dividida entonces en tres zonas, Salto, Luján y Magdalena. La situación era percibida por el Cabildo como grave. En 1752 levantaba un expediente solicitando "que se tomen providencias eficaces para castigar los insultos de los indios enemigos, que casi diariamente están ejecutando robo de las haciendas y muertes de sus dueños" y cita como ejemplo el asesinato del cura y el incendio de la capilla de Pergamino por parte de "los infieles". El escrito afirma seguidamente que la adopción de medidas "camina con lentitud" y cuestiona la presencia de tropas de la Ciudad en las Víboras y Montevideo, siendo necesarias con urgencia para responder a los malones. Otro expediente de ese año es caratulado: "Expediente de declaraciones recibidas a pedimiento del Síndico Procurador de la Ciudad, sobre los notorios robos, muertes, cautiverios y otros insultos, que han perpetrado los indios pampas y serranos, después que se recibió la última información sobre el mismo particular". 
Respecto de los gastos, en enero de 1752 el Cabildo pretendió crear el Ramo de Guerra para solventar los gastos, lo que no fue aceptado en ese momento, pero la cuestión seguía siendo problemática. En los expedientes mencionados, el maestre de campo de las Milicias, Juan de San Martín, aclaraba que para la defensa de Arrecifes y Pergamino el teniente coronel Juan Francisco Basurco había venido pagando a su costa al Maestre de Campo y a entre 80 y 100 hombres desde hacía 7 u 8 años.
El Cabildo proponía la creación en cada uno de esos tres puntos de "un Fuerte y dar providencias para el alojamiento de la gente y para una Capilla y vivienda contigua para un religioso […] y para mejor establecimiento del asiento y población en los parajes expresados y gastos que en ellos se ocasionen se nombran tres diputados para cada una el suyo".
El plan implicaba de hecho un avance de la línea de fronteras militares, siguiendo el avance de hecho de la población de campaña y permitiendo dejar territorio a retaguardia. Los fuertes se ubicarían uno sobre las nacientes del río Salto, que se convertiría en avanzada del fuerte de Arrecifes, en Laguna Brava (Guardia de Luján o Fuerte San José de Luján, actual Mercedes) como puesto avanzado del fuerte de Luján y en la laguna de Lobos, rápidamente descartada por la vieja posición del Zanjón donde se levantaría el Fuerte de San Martín.
Las distancias previstas eran de 36 a 38 leguas entre el del Zanjón y Luján, y de este a Salto 24. Hacia el norte proseguían el de Pergamino y Arrecifes, establecidos años antes.
Félix de Azara, en su reconocimiento de las Guardias y Fortines de la Frontera, relata: "Esta es la época y la causa de la guerra con los indios, que ha ocasionado tantas muertes de una y otra parte. Para sostenerla formó el Gobernador D. José Andonaegui tres compañías de paisanos campestres, pagados y armados de lanzas. Llamó á la primera Valerosa, á la segunda Conquistadora, á la tercera Invencible, y á todas Compañías de blandengues, porque al pasar la revista en esta plaza, blandearon las lanzas. Aunque destinó la primera compañía al Zanjón, la segunda á Luján, y la tercera al Salto, no les permitió destino fijo, queriendo que siempre estuviesen en movimiento."
Finalmente, el 17 de mayo de 1752 se destinó una compañía de Blandengues de Buenos Aires a la posición del Salto y en junio se hizo efectiva la creación de la compañía La Invencible al mando del capitán Isidro Troncoso, vecino de Baradero, que en agosto de 1752 se estableció en el fortín, que se denominaría San Antonio del Salto de los Arrecifes, a orillas del Río Salto en su unión con el arroyo Saladillo Chico, a 50 km del fuerte de Rojas y a 60 km al sur de Pergamino, a media legua de la actual ciudad.
El segundo al mando en la compañía era el alférez José Maciel. La completaban el sargento 1.º José González, sargento 2.º Basilio González, cabo 1.º José Funes, cabo 2.º Juan Gorosito, cabo 3.º Luis Bustamante, cabo 4.º Francisco Rivero y 52 soldados.
El diputado designado para Salto era Domingo González, quien dio un fuerte impulso a la iniciativa, tanto en lo que respecta al levantamiento del fuerte, como a la construcción de su capilla y al fomento de la población, lo que llevó a que el padre Guillermo Furlong le atribuyera ser el fundador del Salto.
El teniente coronel Francisco Betbezé, comandante del Real Cuerpo de Artillería, describiría el nuevo fuerte como un cuadrado de 40 varas de lado, con muros de una mezcla de tosca y greda en los lados sur, este y oeste, mientras que el lado norte era de troncos en razón de su proximidad al río. Contaba con un baluarte en el ángulo suroeste, de una vara de altura, donde estaba montado un pedrero.
Años después el capitán de navío Félix de Azara criticaría el diseño: "He visto con no poca admiración, que el que dirigió los actuales los delineó por las reglas de arquitectura militar dictadas por el famoso Vauban, con baluartes y sus flancos arreglados, circundándolos de estacada y foso, gastando en todo mucha plata y tiempo inútilmente. Nuestros enemigos en la frontera no han sido ni pueden ser sino indios de á caballo, armados de bolas y lanza. Esto supuesto, para que la gente esté segura en nuestras guardias fuertes y fortines basta que tengan un cuadrilongo de simple estacada, porque no lo han de romper bolas ni lanzas, mucho menos defendiéndolas con armas de fuego."
Pese a la cercanía del río, el mismo Azara mencionaría que "en tiempos de grandes secas pero lo es igualmente que los fuertes y fortines actuales se hallan reducidos á beber de pozos". En cuanto a la indispensable leña, otro de los problemas en la pampa, "la leña existente de los fuertes actuales se reduce á la que da la pampa esto es á biznaga cardo".
Apenas instalado el fuerte, en julio de 1753 el cacique Cangapol volvió a la paz con los españoles avisando de la llegada del cacique pehuenche chileno Huelquín a la zona del Tordillo. El ataque pasó de Salto y cayó sobre Arrecifes a principios de noviembre.
En noviembre de 1754 se produjo un nuevo ataque de los pehuenches, esta vez sobre Salto y Arrecifes.
No obstante, ya el poblamiento de la zona lindera a los fuertes era, aunque lento, un hecho. En 1753 el Marqués de Valdelirios aconseja en carta dirigida al Cabildo "hacer de modo que dé suficiente caudal para mantener la compañía de el Salto, donde noticia de un principio de población y que con poco fomento se podría cumplir con lo que su magestad manda".
Poco después, por iniciativa del capitán Bartolomé Gutiérrez de Paz, se asentaron en el pueblo lindero al fuerte quince familias de blandengues.
Mientras las gestiones del marqués de Valdelirios continuaban, el 14 de enero de 1756 Domingo González, vecino de Buenos Aires, le señalaba como lugar conveniente para levantar una fortificación el "Río de los Arrezifes en el lugar que dicen del Salto", por ser lugar apropiado y de buenas tierras.
Algunas familias ya vivían diseminadas en las cercanías de Arrecifes, Arroyos, Fontezuelas, Pergamino y Las Hermanas. Habitaban en ranchos miserables y era uno de los objetivos manifiestos instruirlos para que "de que no viban al simil de una Bandada de Palomas que se esparraman por el campo".
El Cabildo había nombrado diputados para los fuertes en 1752 y lo volvió a hacer en 1754 y 1755. En 1756, a pocos años de levantado el fuerte, el Cabildo exigía ya al Gobernador que dispusiera la reparación de los fuertes, aunque con el menor costo posible, y proveyera municiones a todas las Compañías. El Cabildo aprovechaba para justificar su injerencia más allá de la necesidad pública en que Valdelirios tenía acordado resolver "en consorcio con su Excelencia (...) el establecimiento de las poblaciones". El informe del Comandante de Milicias confirmó que los fuertes se encontraban "medio arruinados". 
Un informe del Comandante del Fuerte, Bartolomé Gutiérrez de Paz, dirigido al Gobernador Interino Alonso de la Vega con fecha 6 de junio de 1758 expresaba entre otras cosas: "Estoy laborando la Capilla del Fuerte, que en breve tiempo quedará finalizada, siendo su longitud de 16 varas y 6 de güeco, con cinco tirantes..."
En 1758 un reconocimiento de la frontera efectuado por el capitán de Dragones Lázaro de Medieta señaló la conveniencia de construir nuevos puntos de avanzada en Las Conchas, Matanza, Magdalena y Lobos, pero aún 20 años después dichas avanzadas eran solo "ranchos cubiertos" o barracas en el mejor de los casos.

## Los primeros años
El 7 de septiembre de 1760 una Real Cédula aprobó el establecimiento de los fuertes del Salto, Laguna Brava y la Matanza propuesto por el Cabildo y el Gobernador de Buenos Aires, e impuso finalmente el Ramo de Guerra para solventar los gastos consiguientes, con la expresa condición de que en esos tres lugares se edificaran "tres Pueblos capaces de resistir a los indios". Este "negocio" que ligaba fuertes y pueblos debía ser vigilado por una Junta especial.
En 1761 el Cabildo dejaba de tener injerencia en la administración del Ramo de Guerra y en la dirección de las Compañías, por lo que tanto los fuertes como sus pueblos eran incumbencia del Gobernador y del Marqués de Valdelirios. El Cabildo pasó a actuar entonces como una instancia de contralor de hecho al denunciar los incumplimientos al programa: "Que por lo que respecta al establecimiento de los tres Pueblos, lo que puede decir, es que no se han poblado en los tres sitios, Salto, laguna Brava y Matanza, pero ni en otros, como es notorio, como también el que no se ha formado la Junta que se dio ida a su Majestad y ha sido aprobada, pero que las causas de no haberse cumplido estas órdenes de su Majestad, de 17 de septiembre de 1760, la ha ignorado, siendo la poca atención de esta asunto causa de que los indios gentiles hayan cometido los insultos que son bien públicos, con grave perjuicio de esta Ciudad y sus fronteras".
El 28 de febrero de 1768 la Corte pidió informes sobre el cumplimiento de lo dispuesto en 1760 e hizo hincapié en impulsar a que "los soldados con sus mujeres" se asentaran en el territorio y se les diera "tierra en que cultivar".
En 1772 Pedro Pablo Pabón, comisionado por el Cabildo de Buenos Aires para explorar la provincia más allá del Salado, partió del fuerte de Salto y tras cruzar el Salado en dirección sud llegó al Vulcán de donde regresó a la Guardia de Luján.

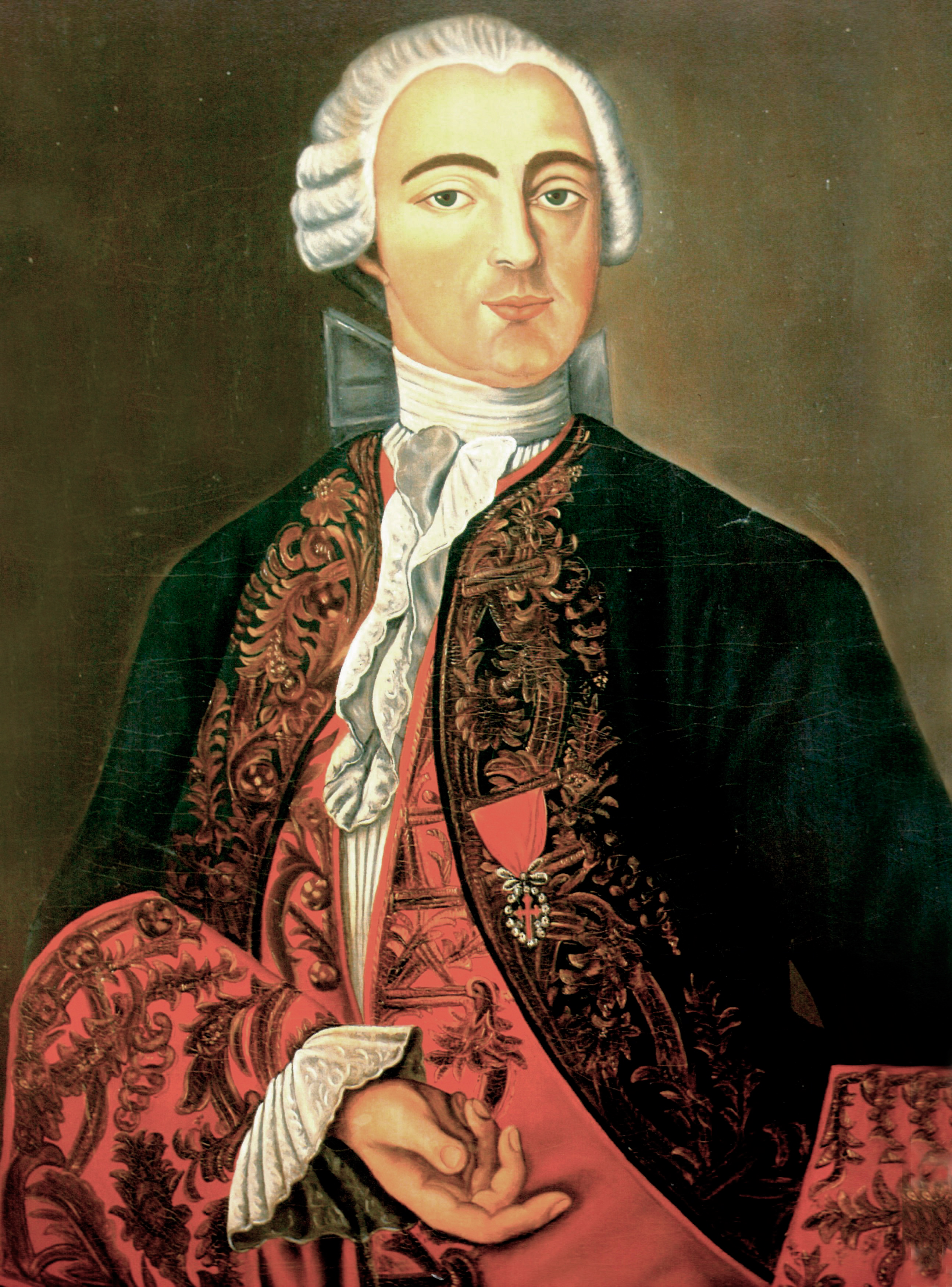
Pedro de Cevallos.

Después de una fuerte invasión realizada en enero de 1777, Pedro de Cevallos quien asumía el gobierno del nuevo Virreinato del Río de la Plata, envió instrucciones al Cabildo para que estableciera guardias en lugares estratégicos para poner inmediato remedio a las invasiones de los indios. El 2 de julio de 1777 se reunió a esos efectos el Cabildo. El maestre de campo Manuel Pinazo, que asistía a la reunión, propuso que las guardias establecidas al norte del Salado, fueran trasladadas a la banda sur y colocadas en la laguna de los Camarones (la del Zanjón), los manantiales de Casco (la de Luján) y en laguna del Carpincho (el fuerte de Salto). De las otras cuatro guardias mantenidas por los milicianos "a ración y sin sueldo", proponía dejar sólo dos, la de la Matanza (llevándola al arroyo de Las Flores), y la de Las Conchas (trasladada a la Laguna del Trigo).
Mientras el Cabildo debate la propuesta, en octubre de 1777 tropas de Salto al mando del teniente Diego de Salas se proponen establecer una guardia en Rojas, diez leguas adelante de su posición, pero falto de hombres no llegó a concretarla y el 19 de octubre un nuevo malón obligó a converger en Rojas tropas de Salto y Pergamino, que efectuaron sin resultado una entrada de 400 km.
En noviembre numerosas partidas de indios de lanza se concentraron en arroyo Dulce y laguna de Melincué con intención de atacar Areco, Salto y Pergamino. Pese a ser época de cosechas, la población se replegó sobre los fuertes.
Esto último impulsó a Cevallos a su regreso después de expulsar a los portugueses de Colonia del Sacramento a reunir una junta de guerra en la ciudad, para que aconsejara medidas contra los indios. Pinazo formó parte de esta junta, que insistió con su proyecto anterior, pero Ceballos deseaba una solución radical y solicitó a la Corte autorización para preparar una ofensiva general sobre toda la extensión de la frontera con un ejército de 10 o 12 mil hombres que reuniría las milicias de las provincias de Buenos Aires, Córdoba, San Luis, Mendoza y algunos de Santiago del Estero.
En julio de 1778 una epidemia de viruela asoló Salto y los demás pagos de la zona norte de Buenos Aires. Para esa época sobre una población total de 12925 habitantes en la campaña (la población de la ciudad dos años después era de 27131 habitantes), sólo 268 personas habitaban los fuertes y fortines a lo largo de la frontera de Buenos Aires.

## Línea de fortines de 1779 (Vértiz)

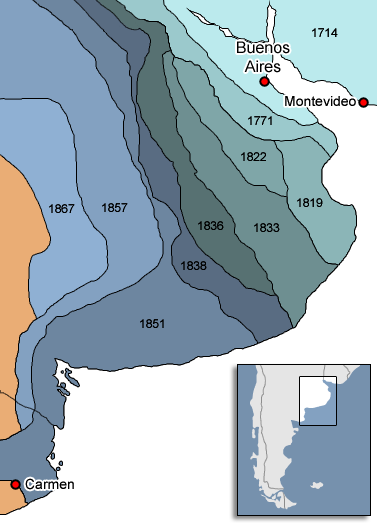
Avance de la frontera

La autorización real para llevar la ofensiva propuesta por Cevallos llegó en 1778, en momentos en que Juan José de Vértiz y Salcedo (1778-1784), tomaba a su cargo el Virreinato. El 10 de setiembre de 1778 una nueva junta de guerra que integraba Pinazo se opuso al proyecto de Cevallos arguyendo la imposibilidad de levantar y mantener un ejército tan numeroso y volviendo a proponer el traslado de las guardias al sur del Salado.
Antes de decidir, Vértiz encargó al teniente coronel Francisco Betbezé realizar un reconocimiento de los lugares que ocupaban los fortines y de las zonas señaladas para el traslado.
Betzabé, acompañado por Juan Joseph de Sarmiento, Nicolás de la Quintana y Pedro Nicolás Escribano inició su expedición al otro lado del Salado en el Fuerte de Salto. El 12 de abril de 1779 presentó su informe aconsejando dejar en su lugar los fuertes y fortines en razón de que había todavía mucho campo sin cultivar a su retaguardia de la línea de frontera lo que no justificaba un avance y concluía por recomendar que "Si se determinare (como lo creo importante útil y conveniente y aun necesario por ahora) subsistan las guardias de la frontera donde actualmente se hallan, o inmediaciones que dejó insinuadas, gradúo indispensable construir un reducto junto a la laguna de los Ranchos entre el Zanjón o Vitel y el Monte; regularizar la mayor parte de los fuertes, que están en disposiciones despreciables, y construir algunos a las inmediaciones indicadas de los que se hayan de mudar; de forma que los de Vitel, Monte, Luján, Salto y Rojas, sean guardias principales y residencias o cuarteles de cinco indispensables compañías de blandengues, y el proyectado en los Ranchos con los de Lobos, Navarro y Areco, sirvan de fortines con una pequeña guarnición, para estrechar las avenidas y facilitar el diario reconocimiento del campo comprendido en el cordón y su respectivo frente".
El 1 de junio de 1779 Vértiz dio su aprobación al proyecto, variando sólo el lugar de traslado del Zanjón al elegir en vez de la laguna de Vitel la de Chascomús. Cada una de las cinco compañías de blandengues constaría de sólo 54 soldados. 
En 1779 comenzaron a realizarse las nuevas obras pero en agosto de 1780 una gran invasión indígena del cacique Linco Pagni que alcanzó Chascomús y Luján provocó un inesperado cambio en la política defensiva de la frontera sur del Virreinato. El responsable de proponer un nuevo programa de acción fue Juan José Sardén, Comandante de Fronteras, quien había tenido un destacado desempeño en la frontera norte de Buenos Aires. 
Sardén propuso que la laguna de Los Ranchos fuera también guarnecida con una compañía de blandengues y "aumentar el Cuerpo de Blandengues hasta el número de seiscientos, repartidos por seis Compañías" que se establecerían una en Chascomús, otra en Monte, dos en Luján, una en Salto, y otra en Rojas. Especificaba la composición de dichas unidades e incluso el sueldo de sus integrantes y recomendaba utilizar para su financiamiento el Ramo de Guerra de la ciudad de Buenos Aires y de ser preciso "echar mano del de Cruzadas y Cautivos, como lo hizo el Excelentísimo Señor virrey de Lima en atención que estas tropas hacen continuamente la Guerra contra unos infieles irreconciliables, imposibles de reducirlos al Santo Evangelio". 
El Capitán de navío Félix de Azara en su reconocimiento de las Guardias y Fortines de la Frontera relataría en 1796: 	"Como los bárbaros recibían continuamente reclutas voluntarias de Chile, se hizo necesario aumentar el número de compañías, y el de sus plazas ó individuos; y para pagarlas, se impuso el ramo de guerra que aprobó el Rey en 7 de septiembre de 1760. También se alteró el plan de defensa, porque de errantes y lanzeros que eran los blandengues, se fijaron en varios puntos, ó guardias, repartidas por la frontera y se armaron como dragones sirviendo en caballos propios. Apenas se hubo entablado esto, cuando los hacendados y el Ilustre Ayuntamiento solicitaron que dichas guardias se avanzasen á determinados puntos ó parages, que se hicieron reconocer, pero los dictámenes ó informes fueron siempre tan varios y opuestos como las pasiones ó modos de pensar de sus autores, y redugeron algunos puestos y adelantaron otros."
La nueva línea de fortificaciones quedó concluida en 1781 y constaba del fuerte de Salto, el Fuerte San José de Luján, el Fuerte San Juan Bautista de Chascomús, el Fuerte de Monte, el fuerte San Francisco de Rojas, el fortín Lobos, el Fortín Nuestra Señora del Pilar de los Ranchos, Fortín Navarro, Fortín San Claudio de Areco, Fortín de las Mercedes y Fortín Melincué. Los fuertes fueron ocupados por los blandengues, y los fortines por 12 milicianos "a ración y sin sueldo", con la misión principal de detectar brechas y avances de exploradores y facilitar la aproximación, comunicación y enlace entre los fuertes, por cuanto se hallaban separados entre 70 y 100 km: esas posiciones debían defender una línea cuya longitud total alcanzaba los 330 km.
El Virrey Vértiz en su Memoria de Gobierno detalla que mandó " que a toda diligencia se acopiasen materiales, albañiles, y se construyesen de nuevo todos los antiguos fuertes, por no hallarse ninguno en estado de defensa, y se aumentasen los que se comprendían en la nueva planta, como se practicó por un método uniforme y sólido con buenas estacadas de Andubay, anchos y profundos fosos, rastrillo y puente levadizo, con baluartes para colocar la artillería y mayor capacidad en sus habitaciones y oficinas, en que comprende un pequeño almacén de pólvora, y otro para depósito de armas y municiones, con terreno suficiente por toda la circunferencia para depositar caballada entre el foso y estacada (…) En cada fuerte mandé poner una compañía de dotación compuesta de un capitán, un teniente, un alférez, un capellán, cuatro sargentos, ocho cabos, dos baqueanos, un tambor, ochenta y cinco plazas de blandengues, su total cien plazas, con uniforme propio para la fatiga del campo, armados con carabina, dos pistolas y espada, con lo que ejercitados de continuo en el fuego así a pie, como a caballo al paso, al trote y galope con subordinación, policía y gobierno interior, a cargo de un comandante subinspector de toda la frontera con dos ayudantes mayores colocados a la derecha, izquierda y centro de ella con una dilatada instrucción, adiciones y órdenes particulares, se ha logrado poner este cuerpo en estado respetable para algo más que indios".
El "Reglamento de las Compañías de Cavallería Provincial de las Fronteras de Buenos Aires, y de las raciones con que debe asistirse a las Milicias y Presidiarios" del 28 de junio de 1779 especificaba los sueldos correspondientes: el capitán	50 pesos mensuales, el alférez 25, el capellán 20, los sargentos 14, los cabos 11, el tambor 10, el baqueano 12 y los soldados sólo 10. Debían subsistir y mantener a su costa el uniforme y los caballos necesarios. Los presos eran usados como trabajadores bajo el régimen carcelario para el arreglo y mejoramiento de los fuertes.
La ración mensual por individuo, según informe del oficial real Martín José de Altolaguirre del 9 de octubre, consistía en bizcochos, yerba, sal yodada, harina, tabaco, carne y leña, por un total de 20,24 pesos.
En el caso del Fuerte de Salto, aparte de las medidas mencionadas, en 1780 fue trasladado a una loma cercana que permitía una mejor vista de la campaña circundante ayudando a prevenir la llegada de los malones y asegurar una mejor defensa.

## Población
Vértiz complementó las medidas estrictamente defensivas con otras destinadas a favorecer el asentamiento de población al abrigo de los fuertes, no ya sobre la base exclusiva de las familias de los soldados sino reuniendo a los vagabundos que recorrían los campos y a los campesinos dispersos en la campaña vecina.
Un bando del 3 de octubre de 1780 ordenó que todos los pobladores se asentaran a distancia de tiro de cañón de los fuertes, con pena de la vida para los que desobedecieran. El 11 de marzo de 1781 dictó una orden general a todos los sargentos mayores de campaña para que continuasen conduciendo a los fuertes a todas las familias que aún habitaran parajes apartados y estuvieran expuestas a las invasiones. Incluía en la orden también a quienes aún sin hallarse en situación de peligro carecieran de residencia fija, a los peones de chacras y estancias, y a los que vagaban por la campaña sin ocupación conocida.
Las medidas fueron exitosas y el primer censo (noviembre de 1781) indicaba que la población era: en San José de Luján (Mercedes) 464 personas, en San Antonio del Salto 421 personas, en San Juan Bautista de Chascomús de 374 personas, en San Miguel del Monte 345, en San Francisco de Rojas 325 personas, en Nuestra Señora del Pilar de los Ranchos 235 y en San Claudio de Areco (Carmen de Areco) sólo 85 personas.
Pero las condiciones de los nuevos pueblos era más que precaria. En el informe dirigido el 1 de diciembre de 1781 por el Comandante de Fronteras Francisco González Balcarce Elat al Cabildo respecto de la necesidad de establecer las capillas fuera de los fuertes, acerca de Salto decía: "el resto de los templos de la frontera no merecían el nombre de tales, porque en Salto en un pequeño rancho se celebra la misa". La Capilla del Salto dependió del Curato de San José de los Arrecifes, hasta noviembre de 1798 en que se convierte en viceparroquia.
El censo de 1782 no incluyó a los blandengues solteros, criados y peones, pero registró también la producción de trigo: el de Salto estaba ya en primer lugar en población con 493 personas (98 vecinos) y una producción de 1.800 fanegas de trigo. Lo seguía la Guardia de Luján (Mercedes) con 442 personas (80 vecinos), si bien tenía las familias más numerosas y una mayor producción: 2.050 fanegas. Atendiendo a la población, seguín Chascomús (83 vecinos, 328 personas, 1.500 fanegas), Rojas (63 vecinos, 256 personas, 700 fanegas), Monte (49 vecinos, 236 personas, 220 fanegas), Ranchos (56 vecinos, 204 personas, 350 fanegas) y Areco (27 vecinos, 127 personas, 113 fanegas).
El 23 de marzo de 1796 el capitán de navío Félix de Azara visita al Salto en su reconocimiento de las Guardias y Fortines de la Frontera. En su diario registra desde su salida del Fortín de Areco, cuya posición establece en "latitud 34°23'15" la longitud al occidente de Buenos Aires 1° 49' 23":
"Día 23: Salida de dicho Fortin: á la una y media legua se cortó el río Areco, despreciable por su poca agua, y en verano se seca: nace de la laguna llamada "del Pescado", distante una y media leguas del paso, y desagua el dicho arroyo ó río en el Paraná. Hasta la Guardia del Salto desde el punto de la salida son 21 y media millas como demuestra la tabla siguiente:"
Rumbos Distancias
S 85 0 6
N 85 O 2
N 82 O 
N 80 O 2 
N 65 O 4
N 73 O 2
N 66 O 1.3 
N 70 0 4.2
Total 21.5
"La latitud es de 34°18'57" y la longitud occidental de 2°14'49". Hay en esta guardia piedra que en la cantera, ó recién sacada, es de tanta suavidad que con un cuchillo se corta: pero poniéndola á la intemperie se pone durísima."
Azara proponía un nuevo avance de la línea de frontera manteniendo el número de fuertes aunque, como vimos, simplificando su estructura. Afirmaba también que "no tengo reparo en añadir que para guardar los fuertes y fortines propuestos sería suficiente la tercera parte de los blandengues. Sin embargo no propongo esta reforma porque su destino principal no es guarnecer los fuertes, sino el salir á campaña siempre que se ofresca perseguir á los indios ó atacar enemigos de otra especie, además de que los blandengues han de ser los que han de poblar la pampa y fomentar con su prest las villas."
Proponía reemplazar por ineficaz y peligroso el sistema de avanzadas en el terreno y "mandar que de cada fuerte y de cada fortín salgan dos blandengues juntos por la derecha y dos por la izquierda al amanecer todos los días y que sigan el camino recto hasta encontrarse en la medianía, donde entregándose un papel ó seña que acredite su diligencia regresen inmediatamente. Si los indios hubiesen penetrado, conocerán el rastro y continuando el uno y regresando el otro, ambos á la disparada, se pondrá en armas la frontera y reunirán las fuerzas antes que los indios hayan podido consumar el robo, que se les podrá quitar en la misma frontera ó dentro sin necesidad de irlos siguiendo muchos días inútilmente"
Insistía en la necesidad de poblar el territorio y confiaba en los blandengues para hacerlo:"Para mi es muy claro que de los blandengues debe esperarse la población de las pampas, no solo porque las defienden y aseguran como soldados, sino también porque son pobladores natos y seguros, y lo será su descendencia, dándoles tierras y sitios y porque su plata es la que ha de vivificar y fomentar á los paisanos. Esto indica lo que conviene hacer y es fundar seis villas situándolas detrás y pegadas á los fuertes, de modo que la estacada de estos opuesta á la que mira á la campaña, sea el frente del S de la plaza. Por supuesto que las calles han de ser arregladas y que se han de destinar sitios para iglesia, casa de Cabildo, et. En esta disposición no necesitarán las villas muros estacadas ni foso, porque estando pegadas al fuerte y custodiadas con 75 blandengues, nada habrá que temer. La experiencia confirma esto mismo, pues cada fuerte tiene hoy una multitud de casas que le rodean por detrás y los dos costados habitadas por 800 ó 1,000 almas, blandengues y paisanos, que viven tranquilamente sin otro resguardo que el amparo del fuerte y no hay egemplar de desgracia. Aun en los fortines se ven bastantes ranchos en la misma forma, uniendo las villas á los fuertes se logra á demás que los blandengues las fomenten y podrán salir todos á campaña en un momento reemplazándoles los vecinos, pero si las villas estuvieren distantes no podrían los paisanos dejarlas abandonadas para ir á guardar los fuertes, donde sería preciso dejar la tercera parte de los blandengues que haría falta en campaña."
En el mismo año 1796, el fuerte y el poblado anexo se trasladó nuevamente a un punto más elevado sobre una de las tres lomas que dominaban la llanura a raíz de los problemas que ocasionaban las periódicas crecidas del río.
Al iniciarse el siglo XIX la población afincada en los fuertes-pueblo había crecido, pero Salto había perdido su preeminencia: la Guardia de Luján (Mercedes) encabezaba nuevamente el censo con 2000 personas (un crecimiento del 352%), pero la seguían Chascomús (1000 personas, 205%) y Ranchos (800 personas, 292%). Recién aparecía Salto con 750 personas (un crecimiento del 52%), igual número que el alcanzado por Monte, que sin embargo ostentaba un crecimiento del 218%. Muy cerca de esos números, cerraba el censo Rojas (740 personas, 189%).
En 1801, durante la administración del Virrey Joaquín del Pino y Rosas el pago del Salto se convierte finalmente en partido. En 1805 el baqueano Justo Molina inició desde el fuerte su exploración de la pampa, llegando tras cruzar la cordillera de los Andes por Neuquén hasta Antuco.
Tras la derrota británica en la primera de las Invasiones Inglesas, el 10 de enero de 1807 llegaron para ser internados en el fuerte de Salto varios prisioneros ingleses, entre ellos el capitán Alejandro Guillespie, autor de una de las principales crónicas de esa campaña.

## Independencia
Tras la Revolución de Mayo la frontera del Salado permaneció relativamente pacífica y para 1815 el progreso de Salto justificaba su separación de la jurisdicción de los Alcaldes de Hermandad de Arrecifes y su erección como partido.
La noche del 22 de febrero de 1816 el comandante militar de la Guardia del Salto Antonio de Villalta encabezó un ataque contra una partida de indios que arreaban 500 caballos. En esa oportunidad los indios manifestaron haber cambiado el ganado por unas espuelas de plata con el miliciano Miguel Salas, el que fue detenido.
El 7 de marzo de 1820 el comandante general de la campaña, general Martín Rodríguez, firmó una convención entre la recién creada Provincia de Buenos Aires y los caciques de la frontera del sur, denominada Pacto de Miraflores. En la negociación tuvo participación el estanciero Francisco Hermógenes Ramos Mejía, dueño de la estancia de Miraflores y quedó establecida la frontera en la línea de las estancias al sur del río Salado, pero el pacto se rompió cuando se produjo un malón sobre Lobos el 27 de noviembre de 1820, muriendo 100 personas.
A fines de ese año, el exdirector Supremo de Chile José Miguel Carrera tomó el centro de detención de Las Bruscas, liberando a muchos detenidos realistas chilenos y entró en tratos con los ranqueles para obtener paso hacia Chile. Para asegurar su apoyo, acordó su participación en un malón sobre Salto. El día anterior Carrera escribía: "Ayer a las 12 de la mañana llegué al campo de los indios compuesto como de 2000 enteramente resueltos a avanzar a las guardias de Buenos Aires para saquearlas, quemarlas, tomar las familias i arrear las haciendas. Doloroso paso. En mi situación no puedo prescindir de acompañarlos al Salto que será atacado mañana al amanecer. De allí volveremos para seguir a los toldos en donde estableceré mi cuartel para dirigir mis operaciones como mas convenga.".
El 3 de diciembre de 1820 José Miguel Carrera con sus hombres y 2.000 indios (ranqueles de los caciques Yanquetruz y Pablo y los pampas de Ancafilú y Anepán), 500 desertores, bandoleros y prófugos de la justicia, atacaron Salto.
El Fuerte de Salto fue fácilmente capturado y la guarnición de 30 soldados asesinada tras lo que el pueblo anexo fue saqueado y completamente destruido, los hombres asesinados y quedando cautivas 250 mujeres y niños.
También sufrieron malones los pueblos de Rojas y Chascomús. En febrero de 1821 Carrera se internó hacia el sudoeste rumbo a un objetivo que jamás alcanzaría.
Las tres campañas efectuadas por Martín Rodríguez entre 1820 y 1824 como represalia tuvieron poco efecto.
La Guerra del Brasil impuso nuevas prioridades y la frontera quedó nuevamente desguarnecida. En agosto de 1826 Salto fue nuevamente asolado por un malón de 400 indios de lanza procedentes de Chile aliados a 35 hombres de los Hermanos Pincheira, quienes arrearon todo el ganado de la comarca.
Como respuesta, entre octubre de ese año y enero de 1827 el coronel Federico Rauch realizó tres nuevas campañas militares durante las cuales empujó la frontera a una nueva línea, que partía de Melincué, pasaba por Junín (Buenos Aires), 25 de Mayo (Buenos Aires) y Tapalqué, hasta cerrarse sobre el cabo Corrientes.